# Zrzeszenie Pracowników Administracji Technicznej Warsztatów i Parowozowni PKP
Zrzeszenie Pracowników Administracji Technicznej Warsztatów i Parowozowni PKP – jedna z działających w okresie międzywojennym w środowisku pracowników kolejowych organizacji związkowych, powstała w 1927.

## Prezesi
- 1935[1]–1939 – inż. Jan Dybowski

## Media
Organizacja była współwydawcą „Kolejowego Przeglądu Technicznego” (1934–1938).

## Siedziba
Pierwsza siedziba mieściła się przy ul. Żurawiej 42 m. 15 (1927), kolejna przy ul. Mokotowskiej 61.